# G. Julius Christiansen Sr.

Gregers Julius Christiansen, Sr. (født 12. august 1878 i Godthåb (Svenstrup), Øster Hornum og død 1. april 1965 i Kærby, Aalborg) var Danmarks første brøndborer. 
Han var søn Jens Christian Kristiansen, der var drejer på Zincks fabrikker i Godthåb (Svenstrup). Gregers Julius Christiansen, Sr var selv uddannet jerndrejer. 
Han var en fremsynet og driftig mand. Han fik fra sin bror Jens Peder Kristiansen, der emigrerede til USA i 1902 inspiration til at importere et brøndborerboreværk. Det var også fra broderen han fik inspiration til at ændre sit efternavn til det mere internationale Christiansen med C. 
Gregers Julius Christiansen Sr. stiftede virksomsomheden G. Julius Christiansen i Skalborg i 1913. Virksomheden blev hurtigt udvidet, og der blev foretaget brøndboringer og etableret vandværker over hele Danmark. Han fik 10 børn og næsten alle sønner og svigersønner enten startede deres egen brøndborervirksomhed eller arbejdede på et tidspunkt i virksomheden. 
Hans vandværkers kendetegn, der stadig ses over hele Danmark, var røde mursten med en gul kant foroven.
Brøndborervirksomheden var ligesom Gøl Pølser og Thomsens Planteskole nogle af de første virksomheder, der blev etableret i Skalborg.

## Notes
1. ↑  Bogen om Skalborg v. Knud Erik Berg, 2009